# Ітажуба
Ітажуба (порт. Itajubá) — муніципалітет в Бразилії, входить до складу штату Мінас-Жерайс. Є складовоб частиною мезорегіону Південь і південний захід штату Мінас-Жерайс. Входить до економічно-статистичного мікрорегіону Ітажуба. Населення становить 90 812 чоловік (станом на 2006 рік). Займає площу 290,450 км².
Місто засновано 19 березня 1819 року.
Також в містечку працюють два заводи: збройний IMBEL та ґвинтокрилобудівний Helibras.

За 37 км від міста розміщується одна з найбільших обсерваторій Бразилії — Обсерваторія Піко дос Діас.

## Галерея

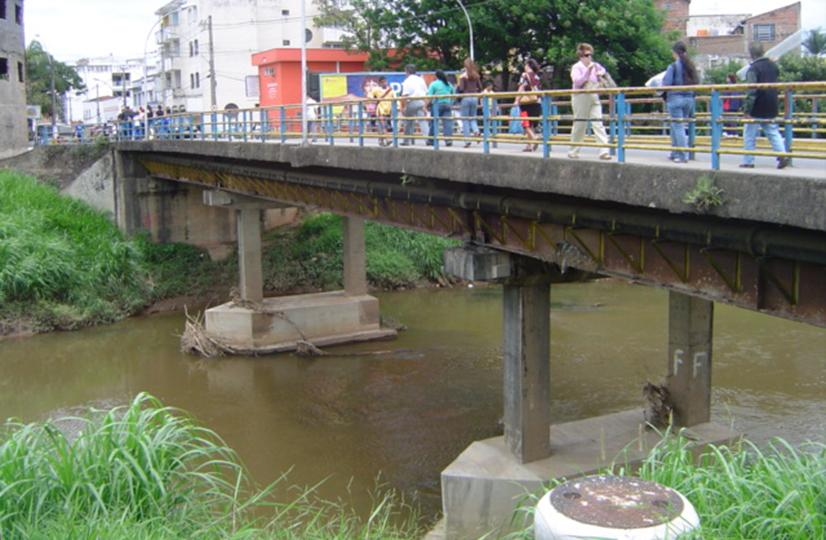
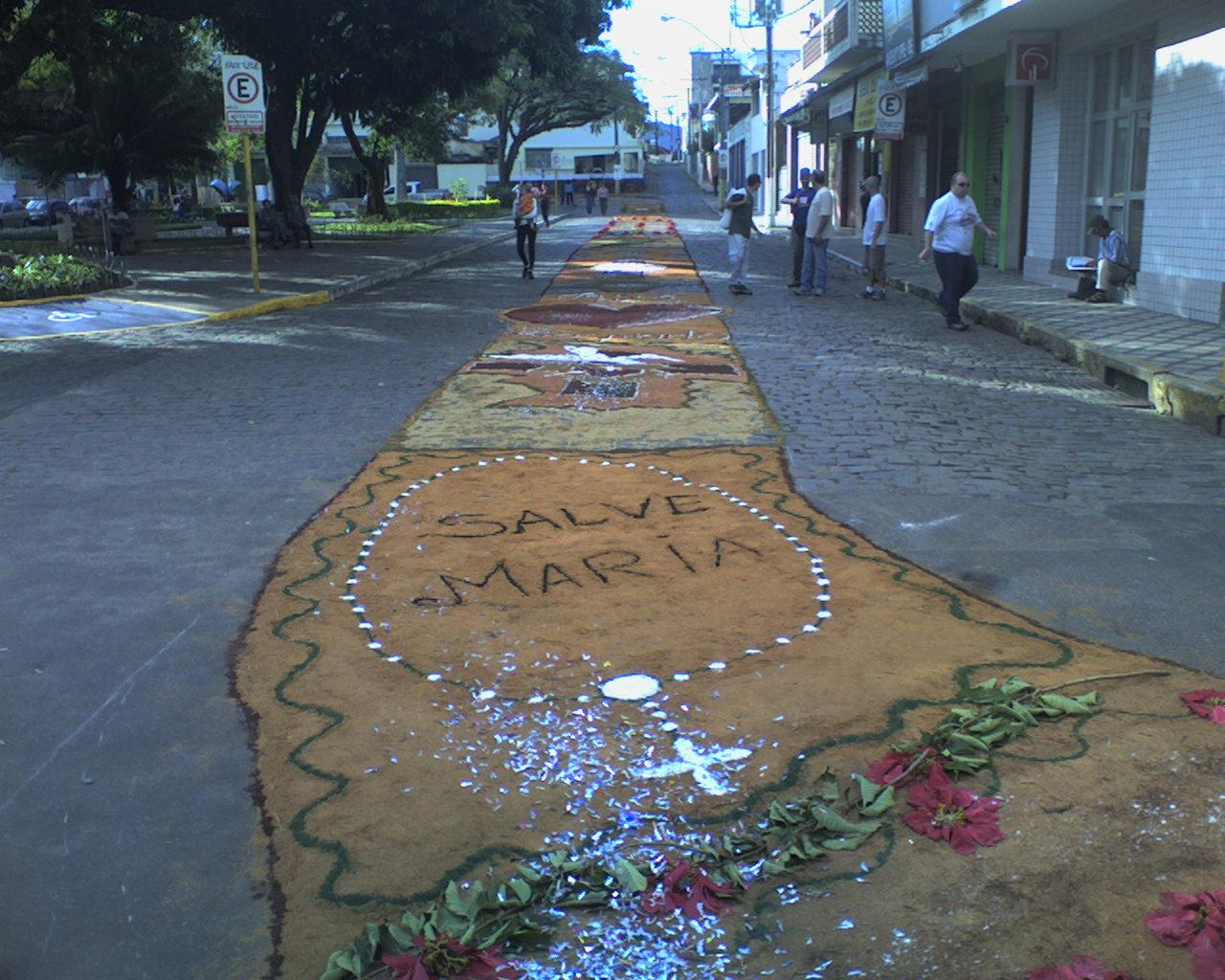

| Бразилія | Це незавершена стаття з географії Бразилії. Ви можете допомогти проєкту, виправивши або дописавши її. |

1. 1 2 3 4 5 6  OpenStreetMap — 2004.
2. ↑  https://www.almg.gov.br/consulte/info_sobre_minas/index.html?aba=js_tabMunicipios&sltMuni=510
3. ↑  https://www.almg.gov.br/consulte/info_sobre_minas/index.html?aba=js_tabMunicipios&sltMuni=509
4. 1 2 3  https://www.almg.gov.br/consulte/info_sobre_minas/index.html?aba=js_tabMunicipios&sltMuni=324